# Carbon (Indiana)
Carbon és una població dels Estats Units a l'estat d'Indiana. Segons el cens del 2000 tenia 334 habitants.

## Demografia
Segons el cens del 2000, Carbon tenia 334 habitants, 122 habitatges, i 86 famílies. La densitat de població era de 806 habitants per km².
Dels 122 habitatges en un 41,8% hi vivien nens de menys de 18 anys, en un 54,1% hi vivien parelles casades, en un 12,3% dones solteres, i en un 29,5% no eren unitats familiars. En el 25,4% dels habitatges hi vivien persones soles el 8,2% de les quals corresponia a persones de 65 anys o més que vivien soles. El nombre mitjà de persones vivint en cada habitatge era de 2,74 i el nombre mitjà de persones que vivien en cada família era de 3,28.
Per edats la població es repartia de la següent manera: un 31,4% tenia menys de 18 anys, un 10,5% entre 18 i 24, un 30,5% entre 25 i 44, un 16,5% de 45 a 60 i un 11,1% 65 anys o més.
L'edat mediana era de 30 anys. Per cada 100 dones de 18 o més anys hi havia 94,1 homes.
La renda mediana per habitatge era de 35.208 $ i la renda mediana per família de 37.656 $. Els homes tenien una renda mediana de 25.341 $ mentre que les dones 22.500 $. La renda per capita de la població era de 13.089 $. Entorn del 15,5% de les famílies i el 14,8% de la població estaven per davall del llindar de pobresa.

## Poblacions més properes
El següent diagrama mostra les poblacions més properes.